# Matt Cohen (Autor)
Matthew „Matt“ Cohen (30. Dezember 1942 in Montreal, Québec – 2. Dezember 1999 in Toronto) war ein kanadischer Schriftsteller und Übersetzer, der auch unter dem Pseudonym Teddy Jam publizierte.

## Leben
Cohen wurde 1942 in Montreal geboren und wuchs in Kingston, Ontario, auf. Er studierte Politische Ökonomie an der University of Toronto und lehrte in den späten 1960er Jahren Politische Philosophie und Religion an der McMaster University in Hamilton, Ontario, bevor er mit Korsoniloff 1969 seinen ersten Roman veröffentlichte, dem zahlreiche weitere Romane und Erzählungen, auch für Kinder und Jugendliche, folgten. Seine Kinder- und Jugendbücher veröffentlichte Cohen unter dem erst postum aufgedeckten Pseudonym Teddy Jam. Cohen verfasste seine eigenen Texte in Englisch; daneben übersetzte er auch Werke franko-kanadischer Autoren ins Englische.
1973 gehörte Cohen zu den Gründungsmitgliedern der Writers' Union of Canada, deren Präsident er 1986 war, und engagierte sich auch im Toronto Arts Council.
Für seinen letzten Roman, Elizabeth and After (dt. Der Brief), erhielt Cohen 1999 wenige Wochen vor seinem Tod mit dem Governor General’s Award for Fiction den renommiertesten kanadischen Literaturpreis.
Matt Cohen starb Ende 1999 in Toronto, Ontario, an einem Bronchialkarzinom. Er hinterließ seine Frau Patsy Aldana sowie zwei gemeinsame Kinder. Ein jüngerer Bruder Cohens war bereits 1992 ebenfalls an einem Bronchialkarzinom gestorben; dessen Tod steht im Hintergrund seines vorletzten Romans Last Seen (dt. Letzte Begegnung) über die intensive Beziehung zweier Brüder.
Zu Ehren von Cohen wird vom Writers' Trust of Canada seit 2000 jährlich der mit 25.000 $ (Stand 2022) dotierte Matt-Cohen-Preis verliehen.

## Auszeichnungen (Auswahl)
- 1999: Governor General’s Award for Fiction für Elizabeth and After (dt. Der Brief)

## Werk
Romane
- Korsoniloff (1969)
- Johnny Crackle Sings (1971)
- The Disinherited (1974)
- Wooden Hunters (1975)
- The Colours of War (1977)
- The Sweet Second Summer of Kitty Malone (1979)
- Flowers of Darkness (1981)
- The Spanish Doctor (1984)
- Nadine (1987)
- Emotional Arithmetic (1990)
- Freud: The Paris Notebooks (1991)
- The Bookseller (1993; dt. 1997 als Der Buchhändler)
- Last Seen (1997; dt. 2001 als Letzte Begegnung)
- Elizabeth and After (1999; dt. 2000 als Der Brief)

Short stories
- Columbus and the Fat Lady
- Too Bad Galahad
- Night Flights
- The Leaves of Louise
- The Expatriate
- Café le Dog
- Life on This Planet
- Living on Water
- Racial Memories
- Lives of the Mind Slaves
- Trotsky's First Confessions
- Getting Lucky

Lyrik
- Peach Melba
- In Search of Leonardo

Autobiografie
- Typing: A Life in 26 Keys

Kinder- und Jugendbücher (als Teddy Jam)
- Night Cars
- Doctor Kiss Says Yes
- The Year of Fire
- The Charlotte Stories
- Jacob's Best Sisters
- The Fishing Summer
- This New Baby
- The Stoneboat
- ttuM
- The Kid Line

### Werke auf Deutsch
- Kolumbus und die Riesendame. Üb. v. Elfie Schneidenbach. Erschienen im Sammelband gleichen Titels, UT Kurzgeschichten aus Kanada. Aufbau AtV, Berlin 1992, S. 108–124.
- Der Buchhändler. Roman. Üb. v. Berthold Radke. Goldmann, München 1997, ISBN 3-442-75003-2.
- Der Brief. Roman. Üb. v. Klaus Pemsel. Goldmann, München 2000, ISBN 3-442-72576-3.
- Letzte Begegnung. Roman. Üb. v. Leon Mengden. Goldmann, München 2001, ISBN 3-442-72292-6.

## Verfilmungen
- Emotional Arithmetic (2007; Regisseur: Paolo Barzman)